# 王文棟
王文棟（？—？），字幹石，北直隸河间府鹽山縣籍湖廣黄冈县人，明末清初政治人物。

## 生平
天啓七年（1627年）丁卯科中式順天鄉試第四十三名舉人，崇禎十六年（1643年）癸未科會試第二百七十五名，三甲第一百七十九名進士，都察院觀政。顺治初任江南山阳县知县，以忧归，又补山东莱芜县知县。著有《介性堂文稿》、诗集。康熙初祀乡贤。

## 家族
曾祖王鲤。祖父王廷相。父王明。母乔氏。弟王文桢，字柱石，由贡生任湖广宜城县知县。